# Wolfram Behrendt
Wolfram Erich Behrendt (* 1. November 1934 in Leipzig) ist ein deutscher Mediziner auf dem Gebiet der Hals-Nasen-Ohren-Heilkunde.

## Leben
Wolfram Behrendt ist der Sohn eines Diplomkaufmanns und einer Kindergärtnerin. Nach seinem Schulbesuch mit Abschluss durch das Abitur an der Humboldt-Oberschule Leipzig studierte er von 1952 bis 1957 Medizin an der Karl-Marx-Universität Leipzig. Noch im gleichen Jahr wurde er mit der Dissertation Über das Spätschicksal des Bronchial-Carcinoms zum Dr. med. promoviert. Während des Universitätsstudiums absolvierte er eine private Gesangsausbildung, nach der ihm auch eine Karriere als Sänger offenstand.
Nach einer Tätigkeit als Praktischer Arzt in Colditz kehrte er 1960 als Assistenzarzt ans Pathologische Institut der Leipziger Universität zurück, wo er 1963 seine Ausbildung zum Facharzt für Pathologische Anatomie abschloss. Anschließend wechselte er in die Klinik für Hals-, Nasen- und Ohrenkrankheiten und wurde Leiter des hauseigenen pathologischen Labors sowie 1966 Facharzt für HNO-Krankheiten. 1968 habilitierte er sich mit der Arbeit Klinisch-morphologische Untersuchungen über die Teilnahme der menschlichen Tonsillen an der Antikörperbildung unter besonderer Berücksichtigung des Lebensalters und chronisch rezidivierender Entzündungen.
Von 1967 bis 1976 war er Leiter der Poliklinik des Hauses und übernahm dann bis 2000 die Leitung der Abteilung für Stimm-, Sprach- und Hörstörungen, die ab 1983 den Status einer Selbständigen Abteilung hatte. In dieser Zeit übernahm er die phoniatrische Betreuung des Thomanerchores, der Gesangsstudenten der Leipziger Musikhochschule, der Sänger und Schauspieler an Leipzigs Oper und Theatern sowie mehrerer sächsischer Kinderchöre.
Von 1974 bis 2000 hatte er einen Lehrauftrag für Stimmphysiologie an der Leipziger Hochschule für Musik und Theater Felix Mendelssohn Bartholdy und ab 1986 eine außerordentliche Dozentur für Stimm-, Sprach- und Hörstörungen an der Universität.
Nach der Wiedervereinigung Deutschlands wirkte er in der Initiativgruppe zur demokratischen Erneuerung der Universität, war Mitglied des Fakultätsrates und Sprecher der Direktorenkonferenz. Von 1992 bis 1995 war er Kommissarischer Direktor der HNO-Klinik. Unter seiner Leitung erfolgten die umfängliche Rekonstruktion und der Umbau der Universitäts-HNO-Klinik. 1992 erhielt er eine Universitätsprofessur für Hals-Nasen-Ohrenheilkunde mit der Spezialrichtung Phoniatrie und Pädaudiologie, die ihm zur DDR-Zeit verwehrt blieb, wohl weil er nie einer Partei angehörte.
Fachlich organisiert war Behrendt in der Union der Europäischen Phoniater, deren Präsident er von 1999 bis 2001 war und in der
Deutschen Gesellschaft für Hals-Nasen-Ohren-Heilkunde und Kopf- und Halschirurgie.
Nach seiner Emeritierung im Jahre 2000 setzte er seine wissenschaftliche Arbeit fort, unterstützte HNO-Arztkollegen in Äthiopien, die teilweise in Leipzig studiert hatten, und wirkte wie schon zuvor als Fachberater im Bundesverband und in Landesverbänden der Kehlkopfoperierten.

## Schriften (Auswahl)
- Geschwülste des zervikofazialen Bereiches. Thieme, Leipzig 1979
- Chronische Laryngitis : Ätiologie, Diagnostik, Klinik, Histopathologie, Therapie und Prävention ; unter besonderer Berücksichtigung der Präkanzerosen, zusammen mit Isolde Görsch und Friedrich-Wilhelm Oeken, Barth, Leipzig 1989, ISBN 978-3-335-00119-5
- Stimm- und Sprachstörungen. In: Horst Ganz (Hrsg.): Lehrbuch Hals-Nasen-Ohren-Heilkunde,  de Gruyter, 1991, ISBN 978-3-11-011718-9
- Ca. 70 Publikationen in wissenschaftlichen Zeitschriften als Erst-, Ko- und Seniorautor

## Ehrungen
- 1988: Dr.-Margarete-Blank-Preis für Medizin der Stadt Leipzig
- 1989: Hermann-Gutzmann-Medaille der Deutschen Gesellschaft für Phoniatrie und Pädaudiologie[3]
- 1995: Purkinje-Medaille der Tschechischen Medizinischen Gesellschaften
- 2008: Bundesverdienstkreuz am Bande[4][5]
- Ehrenmitgliedschaft der österreichischen, tschechischen, polnischen, ungarischen und russischen phoniatrischen Fachgesellschaften